# Inma Cuesta
Inmaculada Cuesta Martínez (Valencia, 25 de junio de 1980), conocida como Inma Cuesta, es una actriz española, principalmente popular por sus interpretaciones en Águila Roja (2009-2016), 3 bodas de más (2013) y La novia (2015).

## Biografía
Nació en Valencia, pero desde los seis años vivió en Arquillos (Jaén). Su padre es tapicero, ella recogía los retales, los cosía como bolsos y los vendía para financiar sus estudios. Es la mayor de tres hermanos. Su abuelo paterno fue un comandante republicano "que salvó el cuello gracias a un cura", por ello nació en el Mediterráneo. A los 18 años se marchó a Córdoba para estudiar la Licenciatura en Arte Dramático en la Escuela Superior de Arte Dramático. Tras licenciarse completó su formación en Sevilla, para finalmente en el año 2005 mudarse a Madrid donde ingresó en el Conservatorio y Escuela de Danza, Centro de Artes Escénicas que dirige Carmen Roche.

## Trayectoria profesional
Inició su carrera profesional en el mundo del teatro en Madrid de la mano de Nacho Cano protagonizando el musical Hoy no me puedo levantar. Su primer papel protagonista de televisión le llegó en la serie Amar en tiempos revueltos, encarnando el papel de Elisa, una humilde muchacha que trabajaba como cigarrera en una coctelería y se convertía en una conocida cantante de la época. Después de tres temporadas y casi tres años en el musical fichó por otra serie de televisión, Plan América, junto a Pepe Sancho (TVE, 2008).
Le llegó su primera oportunidad en el cine con la película Café solo o con ellas (2007) junto a Asier Etxeandía, Alejo Sauras, Diego Paris, Terele Pávez y Elena Ballesteros, entre otros. Más tarde protagonizó junto a Fele Martínez y Ángel de Andrés la película El kaserón (2008). Compaginó sus primeros pasos en el cine con el rodaje de la serie de televisión de la serie Águila roja de TVE en la que interpretó el papel de Margarita. Tuvo un papel protagónico en la serie durante todas sus temporadas, hasta el fin de la misma, en 2016. En abril de 2011 estrenó Águila Roja: la película, versión cinematográfica de la serie.
Más tarde, protagonizó la película Primos (2011) una comedia de Daniel Sánchez Arévalo, junto a Quim Gutiérrez, Raúl Arévalo y Antonio de la Torre. El 21 de octubre de 2011, estrenó La voz dormida, película de Benito Zambrano que coprotagoniza junto a María León, ambientada en la postguerra civil española y preseleccionada por la Academia de las Artes y las Ciencias Cinematográficas de España. Por su interpretación en la película, fue nominada en los Premios Goya como mejor interpretación femenina protagonista.
En 2012 participó en tres de los estrenos del año: Blancanieves, de Pablo Berger en la que interpretó el papel de Carmen de Triana, una película muda y en blanco y negro adaptada del cuento "Blancanieves" con la música como hilo conductor, compartiendo reparto con Maribel Verdú, Ángela Molina y Macarena García; Grupo 7 de Alberto Rodríguez, junto a Mario Casas y Antonio de la Torre; e Invasor de Daniel Calparsoro junto a Alberto Ammann, Karra Elejalde y Antonio de la Torre, con la que consigue la candidatura a mejor actriz de reparto en los Premios Mestre Mateo. Entre las tres películas acapararon 39 candidaturas a los Goya de 2013 (se llevaron 12).

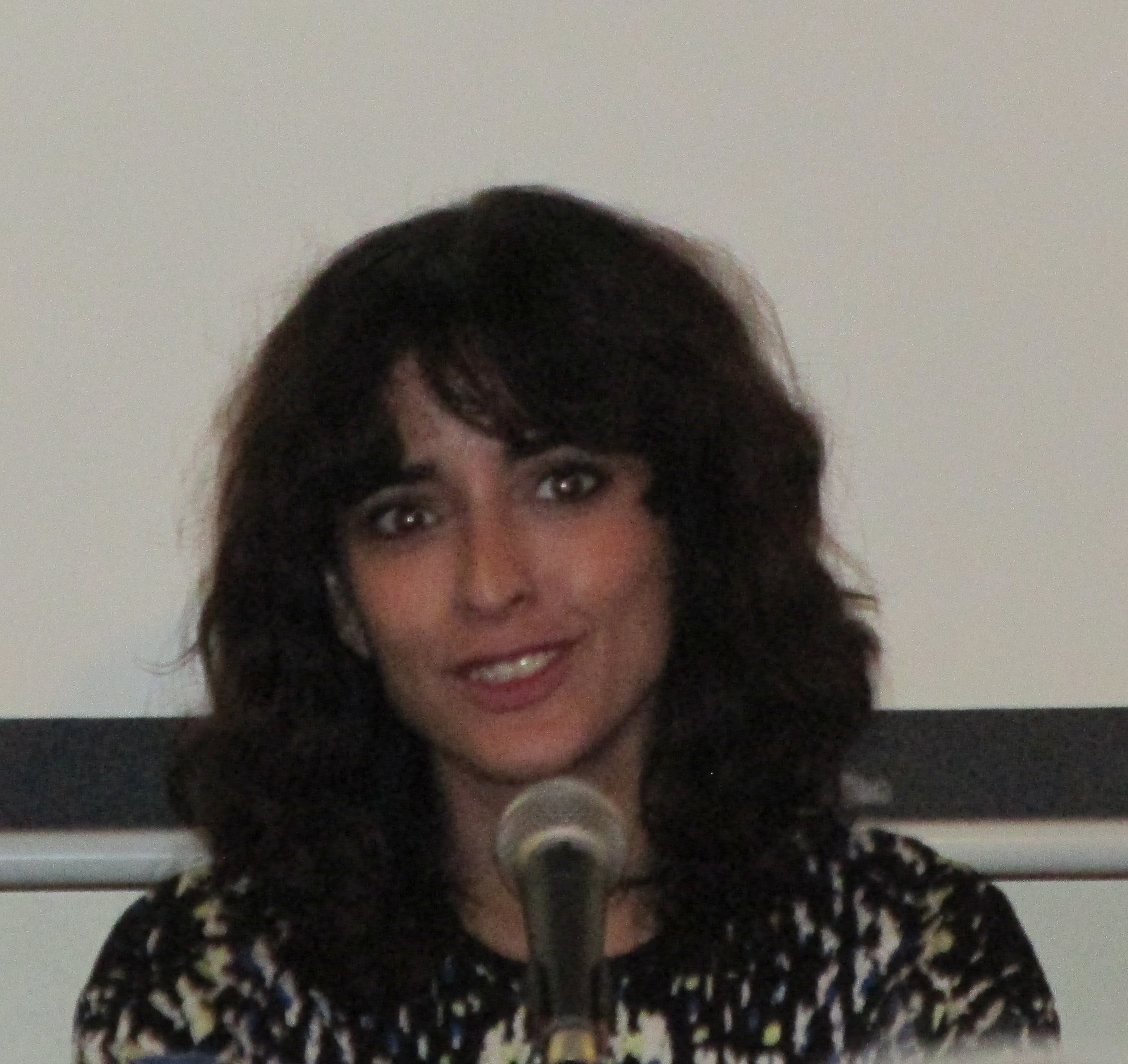
Inma Cuesta en diciembre de 2015.

Casi al mismo tiempo, protagonizó el corto de Rodrigo Atíenza Muchacha con paisaje y la participación en la película Words with Gods (idea de Guillermo Arriaga) de la mano de Álex de la Iglesia, en un proyecto donde directores de todo el mundo presentan un episodio sobre la religión. En 2013 dio vida a Ruth en la película de Javier Ruiz Caldera 3 bodas de más, estrenada en diciembre en cines junto a Martiño Rivas, Paco León, Quim Gutiérrez, Rossy de Palma y Laura Sánchez, entre otros. Por su interpretación en la película, volvió a ser nominada en los Goya como mejor interpretación femenina protagonista y en la primera edición de los Premios Feroz como mejor actriz protagonista. Ese mismo año, regresó a los musicales junto a Javier Gutiérrez y Marta Ribera con la obra ¡Ay, Carmela!.
En 2014 protagonizó el largometraje Las ovejas no pierden el tren de Álvaro Fernández Armero, junto a Raúl Arévalo. Con la película La novia (2015) dirigida por Paula Ortíz, ganó el Premio Feroz a la mejor actriz protagonista y fue nuevamente nominada en los Goya como mejor interpretación femenina protagonista. Este papel le abrió las puertas a trabajar con Pedro Almodóvar en Julieta (2016). Ese mismo año, junto al actor argentino Ricardo Darín, dio vida a una joven habitante de una pequeña villa del interior bonaerense en el filme Kóblic, de Sebastián Borensztein.
En 2017 estrenó la serie El accidente para Telecinco, interpretando a Lucía Romero Montes. En 2018 participó en la serie de televisión Arde Madrid de Movistar+, una serie en la que narra la vida de la actriz Ava Gardner durante su residencia en Madrid en los años 60, desde el punto de vista de sus empleados domésticos y en plena época franquista, por la que recibió otro Premio Feroz, esta vez como. También participó en la película Todos lo saben, protagonizada por Penélope Cruz y Javier Bardem. Un año más tarde protagonizó Vivir dos veces, dirigida por María Ripoll. En diciembre de 2020 estrenó la serie original de Netflix El desorden que dejas, en el papel de Raquel Valero, en la que interpretó el papel protagonista junto a Bárbara Lennie.

## Activismo
Inma Cuesta está considerada una de las actrices españolas más comprometidas con el feminismo y reivindica que las mujeres, y las actrices, puedan ser el motor de las historias, especialmente "cuando la mujer llega a cierta edad, que parece que desaparece de la cinematografía y de la industria". También ha apoyado campañas como "Tu silla, tu refugio" de la Comisión Española de Ayuda al Refugiado (CEAR).
En 2015 la actriz denunció a través de su cuenta de Instagram los retoques de imagen con Photoshop publicada en la portada de la revista dominical del diario El Periódico cuestionando "los 'cánones' de belleza que deberíamos seguir" reclamando la "independencia de modas y estereotipos" y asegurando que no se sentía acomplejada pero sí "indignada" como mujer y subrayando que estaba en contra de que se altere la realidad. "La foto de la derecha fue sacada con mi móvil directamente del ordenador en la sesión de fotos, yo al completo, sin trampa ni cartón, Inma entera", escribió la actriz en el comentario de su foto, en la que se veían las diferencias en uno de sus brazos y en la línea de la cadera.
En enero de 2019 cuando recibió el premio mejor actriz de televisión en los Premios Feroz homenajeó "a todas las mujeres para que nunca más nos tengan que decir lo que tenemos que hacer".

## Filmografía

### Cine
| Año  | Título                        | Director                | Personaje                  |
| ---- | ----------------------------- | ----------------------- | -------------------------- |
| 2007 | Café solo o con ellas         | Álvaro Díaz Lorenzo     | Sonia                      |
| 2008 | El kaserón                    | Paul Martínez           | Eva                        |
| 2011 | La voz dormida                | Benito Zambrano         | Hortensia Rodríguez García |
| 2011 | Águila Roja: la película      | José Ramón Ayerra       | Margarita Hernando         |
| 2011 | Primos                        | Daniel Sánchez Arévalo  | Martina Martín Martín      |
| 2012 | Invasor                       | Daniel Calparsoro       | Ángela                     |
| 2012 | Blancanieves                  | Pablo Berger            | Carmen de Triana           |
| 2012 | Grupo 7                       | Alberto Rodríguez       | Elena                      |
| 2013 | 3 bodas de más                | Javier Ruiz Caldera     | Ruth Belloso               |
| 2014 | Las ovejas no pierden el tren | Álvaro Fernández Armero | Luisa                      |
| 2014 | Words with Gods               | Álex de la Iglesia      | Brunette                   |
| 2015 | Los miércoles no existen      | Peris Romano            | Mara                       |
| 2015 | La novia                      | Paula Ortiz             | La novia                   |
| 2016 | Kóblic                        | Sebastián Borensztein   | Nancy                      |
| 2016 | Julieta                       | Pedro Almodóvar         | Ava                        |
| 2018 | Todos lo saben                | Asghar Farhadi          | Ana                        |
| 2019 | Vivir dos veces               | María Ripoll            | Julia                      |
| 2022 | El páramo                     | David Casademunt        | Lucía                      |
| 2023 | Los buenos modales            | Marta Díaz de Lope Díaz | Mónica                     |
| 2023 | Todos los nombres de Dios     | Daniel Calparsoro       | Pilar Montero              |
| 2023 | El favor                      | Juana Macías            | Teresa Gallardo            |
| 2025 | Un funeral de locos           | Manuel Gómez Pereira    | Amaia                      |

### Televisión
| Año       | Título                    | Cadena      | Personaje              | Notas                           |
| --------- | ------------------------- | ----------- | ---------------------- | ------------------------------- |
| 2006-2007 | Amar en tiempos revueltos | La 1        | Elisa Domínguez Pastor | Elenco principal, 221 episodios |
| 2008      | La familia Mata           | Antena 3    | Sonia                  | Elenco secundario, 5 episodios  |
| 2008      | Plan América              | La 1        | Lucía Alonso           | Elenco principal, 5 episodios   |
| 2008-2009 | Chica busca chica         | YouTube     | Roberta                | Elenco secundario, 3 episodios  |
| 2009-2016 | Águila Roja               | La 1        | Margarita Hernando     | Elenco principal, 91 episodios  |
| 2017-2018 | El accidente              | Telecinco   | Lucía Romero           | Elenco principal, 13 episodios  |
| 2018      | Arde Madrid               | Movistar+   | Ana Mari               | Elenco principal, 8 episodios   |
| 2019      | Criminalː España          | Netflix     | Carmen                 | 1 episodio                      |
| 2020      | El desorden que dejas     | Netflix     | Raquel Valero          | Elenco principal, 8 episodios   |
| 2021      | Historias para no dormir  | Prime Video | Rut                    | Elenco principal, 1 episodio    |

### Teatro
| Año       | Título                   | Personaje | Notas        |
| --------- | ------------------------ | --------- | ------------ |
| 2005-2009 | Hoy no me puedo levantar | María     | Protagonista |
| 2013      | ¡Ay, Carmela!            | Carmela   | Protagonista |

### Publicidad
- 2005 - San Miguel en Inglaterra.
- 2006 - San Miguel de Cruzcampo, spot "la euforia", cerveza.
- 2012 - San Miguel de Cruzcampo, cerveza.
- 2013 - Spot "Efectos de la pobreza", de Manos Unidas de la Iglesia católica.
- 2015 - Mahou, cerveza.
- 2015 - Garnier "BB Cream", crema para el cuerpo.
- 2017 - Oikos con Quim Gutiérrez.

### Música
- 2006-2007 - «Somos tres», canción de Elisa Domínguez, personaje de Amar en tiempos revueltos.
- 2009 - Canción de Águila Roja, basado en Scarborough Fair de autor desconocido.

## Premios y nominaciones
Premios Goya
| Año  | Categoría                                  | Película       | Resultado |
| ---- | ------------------------------------------ | -------------- | --------- |
| 2011 | Mejor interpretación femenina protagonista | La voz dormida | Nominada  |
| 2013 | Mejor interpretación femenina protagonista | 3 bodas de más | Nominada  |
| 2015 | Mejor interpretación femenina protagonista | La novia       | Nominada  |

Fotogramas de Plata
| Año  | Categoría                                   | Trabajo                                     | Resultado |
| ---- | ------------------------------------------- | ------------------------------------------- | --------- |
| 2011 | Ganadora                                    |                                             |           |
| 2011 | Intérprete más buscado en www.fotogramas.es | Intérprete más buscado en www.fotogramas.es | Nominada  |
| 2013 | Mejor actriz de cine                        | 3 bodas de más                              | Ganadora  |
| 2015 | Mejor actriz de cine                        | La novia                                    | Nominada  |

Premios de la Unión de Actores
| Año  | Categoría                               | Trabajo        | Resultado |
| ---- | --------------------------------------- | -------------- | --------- |
| 2009 | Mejor actriz secundaria de televisión   | Águila Roja    | Nominada  |
| 2011 | Mejor actriz protagonista de cine       | La voz dormida | Nominada  |
| 2012 | Mejor actriz de reparto de cine         | Blancanieves   | Nominada  |
| 2015 | Mejor actriz protagonista de cine       | La novia       | Ganadora  |
| 2018 | Mejor actriz protagonista de televisión | Arde Madrid    | Ganadora  |

Premios Feroz
| Año  | Categoría                              | Película       | Resultado |
| ---- | -------------------------------------- | -------------- | --------- |
| 2014 | Mejor actriz protagonista              | 3 bodas de más | Nominada  |
| 2016 | Mejor actriz protagonista              | La novia       | Ganadora  |
| 2019 | Mejor actriz protagonista de una serie | Arde Madrid    | Ganadora  |

Premios Mestre Mateo
| Año  | Categoría                                | Película | Resultado |
| ---- | ---------------------------------------- | -------- | --------- |
| 2012 | Mejor interpretación femenina de reparto | Invasor  | Nominada  |

Premios de la Academia de la Televisión de España
| Año  | Categoría                 | Serie       | Resultado |
| ---- | ------------------------- | ----------- | --------- |
| 2010 | Mejor actriz protagonista | Águila Roja | Nominada  |

Premios Platino
| Año  | Categoría                                              | Película              | Resultado |
| ---- | ------------------------------------------------------ | --------------------- | --------- |
| 2016 | Mejor interpretación femenina                          | La novia              | Nominada  |
| 2019 | Mejor interpretación femenina en miniserie o teleserie | Arde Madrid           | Nominada  |
| 2021 | Mejor interpretación femenina en miniserie o teleserie | El desorden que dejas | Nominada  |

Premios Pétalo
| Año  | Categoría                  | Serie       | Resultado |
| ---- | -------------------------- | ----------- | --------- |
| 2011 | Mejor actriz de televisión | Águila Roja | Ganadora  |

Premios Cosmopolitan
| Año  | Categoría            | Película | Resultado |
| ---- | -------------------- | -------- | --------- |
| 2011 | Mejor actriz de cine | Primos   | Ganadora  |

Premios Telón Chivas
| Año  | Categoría                       | Obra                     | Resultado |
| ---- | ------------------------------- | ------------------------ | --------- |
| 2006 | Mejor actriz revelación musical | Hoy no me puedo levantar | Ganadora  |

Premios Amigos de los Musicales
| Año  | Categoría                 | Obra                     | Resultado |
| ---- | ------------------------- | ------------------------ | --------- |
| 2006 | Mejor actriz protagonista | Hoy no me puedo levantar | Nominada  |